# Gregory Douglass
Gregory Douglass (ur. 19 grudnia 1980) – amerykański wokalista, autor tekstów do utworów, gitarzysta i pianista.
Jest otwarcie zdeklarowanym gejem, w związku z czym niektóre z jego utworów poruszają tematykę queerową.

## Dyskografia
Albumy studyjne
- If I Were A Man (1998)
- Gregory Douglass (2000)
- Teeter (2001)
- Pseudo-Rotary (2003)
- Stark (2005)
- Up & Away (2006)
- Battler (2009)

Albumy EP
- Naked (2005)
- Retro Active: Volume 1 (2007)
- Retro Active: Volume 2 (2008)
- Peacekeeper (2009)